# Brandzalf
Brandzalf is een dermatologisch preparaat dat toegepast wordt bij brandwonden. Brandzalf bevat vaak het antibioticum zilversulfadiazine om de groei van bacteriën en gisten te remmen. Idealiter bevat de zalf of crème verkoelende ingrediënten die niet irriteren op de (zwaar) beschadigde huid. Water kan door verdamping een verkoelend effect hebben, het verkoelend effect van stromend water is echter veel groter. Als eerste hulp moet daarom altijd met stromend water gekoeld worden. Een brandwond die behandeld is met brandzalf is voor een arts slecht te beoordelen. In veel gevallen moet de zalf of crème daarom weer verwijderd worden wanneer er medische hulp gezocht wordt, wat bij verbrande huid bijzonder pijnlijk kan zijn.